# Baylee Self
Baylee Self ist eine US-amerikanische Schauspielerin und ein Model.

## Leben
Self erlangte ihren Bachelor of Arts in Schauspiel an der Brigham Young University.
2012 gab Self ihr Schauspieldebüt im Kurzfilm The C.U.P.I.D. Chronicles. Drei Jahre später folgte eine Rolle im Kurzfilm Beyond the Veil: Alberta’s Story. Anschließend war sie bis 2020 jährlich in einer weiteren Produktion zu sehen. 2016 gab sie in Gibby ihr Spielfilmdebüt. 2018 übernahm sie die Rolle des Mädchens Isabel im Thriller Knights of the Witch, das sich der Hexerei schuldig gemacht hat. Im selben Jahr war sie in drei Episoden der Fernsehserie The Outpost als Lilly zu sehen. 2019 hatte sie eine Episodenrolle in der Fernsehserie George – Ritter wider Willen inne. 2020 folgten Rollen im Kurzfilm Gatewalker und im Spielfilm The 12 Bloody Days of Christmas. 2022 spielte sie in einer Episode der Fernsehserie Alien Abductions with Abby Hornacek mit.

## Filmografie (Auswahl)
- 2012: The C.U.P.I.D. Chronicles (Kurzfilm)
- 2015: Beyond the Veil: Alberta’s Story (Kurzfilm)
- 2016: Gibby
- 2017: Father (Kurzfilm)
- 2018: Knights of the Witch (The Appearance)
- 2018: The Outpost (Fernsehserie, 3 Episoden)
- 2019: George – Ritter wider Willen (Dwight in Shining Armor, Fernsehserie, Episode 1x02)
- 2020: Gatewalker (Kurzfilm)
- 2020: The 12 Bloody Days of Christmas
- 2022: Alien Abductions with Abby Hornacek (Fernsehserie, Episode 1x02)

## Theater (Auswahl)
- The Baylee Show, Eigenregie, BYU
- Jekyll & Hyde, Regie: David Morgan, BYU
- The Mill on the Floss, Regie: Adam Houghton, BYU
- Into the Woods, Regie: Rick Kuebler
- Alice in Wonderland, Regie: Maria Rustivo, Sonora High
- West Side Story, Regie: Sherry Juhl, Sonora High
- Sketch Comedy: Girl Scout Camp